# Peter Sager (Journalist)
Peter Sager (* 12. Februar 1945 in Sielbeck am Ukleisee) ist ein deutscher Journalist, der vor allem für seine Kunst-Reiseführer über Großbritannien bekannt geworden ist.

## Leben
Sager besuchte von 1955 bis 1964 das Aloisiuskolleg in Bad Godesberg und studierte anschließend in Bonn Kunstgeschichte und Germanistik. Nach seiner Promotion über die Lyrik von Nelly Sachs (Bonn 1970) arbeitete er als Kunstkritiker und Rundfunkredakteur in Köln. Von 1975 bis 1999 war er Reporter bei der Zeit. Für seine Arbeit Tanja Ballerina Über den Alltag der Schülerinnen an der ältesten Ballettschule Russlands wurde er 1989 mit dem Egon-Erwin-Kisch-Preis ausgezeichnet.
Peter Sager lebt als freier Autor mit seiner Familie in Hamburg.

## Werke (Auswahl)
- Oxford & Cambridge – eine Kulturgeschichte. Schöffling, Frankfurt am Main 2003, ISBN 3-89561-670-2.
- Palau perdu – Reise um die Kunst in 18 Geschichten. Lindinger und Schmid, Regensburg 1999, ISBN 3-929970-40-6.
- Englische Gartenlust – von Cornwall bis Kew Gardens. Schöffling, Frankfurt am Main 1999, ISBN 3-458-34884-0.
- Augen des Jahrhunderts – Begegnungen mit Fotografen. Lindinger und Schmid, Regensburg 1998, ISBN 3-929970-31-7.
- England, mein England – britische Begegnungen. Schöffling, Frankfurt am Main 1996, ISBN 3-89561-548-X.
- Die Besessenen – Begegnungen mit Kunstsammlern zwischen Aachen und Tokio. DuMont, Köln 1992, ISBN 3-7701-2741-2.
- Ostengland – Suffolk, Norfolk, Essex. DuMont, Köln 1990, ISBN 3-7701-1713-1.
- Unterwegs zu Künstlern und Bildern – Reportagen und Porträts. DuMont, Köln 1988, ISBN 3-7701-2085-X.
- Wales – Literatur und Politik, Industrie und Landschaft. DuMont, Köln 1985, ISBN 3-7701-1407-8.
- Schottland – Geschichte und Literatur, Architektur und Landschaft. DuMont, Köln 1980, ISBN 3-89561-672-9.
- Süd-England – von Kent bis Cornwall; Architektur und Landschaft, Literatur und Geschichte. DuMont, Köln 1977, ISBN 3-7701-3498-2.
- Neue Formen des Realismus – Kunst zwischen Illusion und Wirklichkeit. DuMont Schauberg, Köln 1973, ISBN 3-7701-0656-3.